# Street of Chance (film 1930)
Street of Chance è un film del 1930 diretto da John Cromwell.